# Temporada 2024 de la GR Cup Spain
La Temporada 2024 de la GR Cup Spain fue la primera temporada en los circuitos de este campeonato que se disputa con el Toyota GR 86, bajo la organización del MSi Spain, el apoyo de Toyota España y enmarcado dentro del Racing Weekend. Adrián Ferrer empezó su trayectoria como piloto de carreras sorprendiendo y llevándose su primer campeonato, sólo igualado en ritmo general por Marcos de Diego y un Iván Riera penalizado al perderse la primera ronda.

## Escuderías y pilotos
| Escudería                   | N.º | Piloto             | Rondas |
| --------------------------- | --- | ------------------ | ------ |
| VSR Motorsport              | 4   | Juan Antonio Chico | Todas  |
| VSR Motorsport              | 13  | Vicente Vallés     | 1      |
| VSR Motorsport              | 19  | Adrián Ferrer      | 1      |
| VSR Motorsport              | 77  | Agustín Arce       | 2      |
| Motorismo Racing Team       | 5   | Marta Suria        | 1      |
| Motorismo Racing Team       | 9   | Miguel Villacieros | 2-3    |
| Motorismo Racing Team       | 42  | Mariano Alonso     | 4      |
| Motorismo Racing Team       | 42  | Daniel Losada      | 5      |
| RX ProRacing                | 12  | Luis Carlos Pérez  | Todas  |
| RX ProRacing                | 19  | Adrián Ferrer      | 2-5    |
| RX ProRacing                | 34  | Adrián Alcántara   | 1      |
| Aviastec Racing             | 14  | Nacho Rodríguez    | Todas  |
| Me-Pre                      | 23  | Tony Albacete      | Todas  |
| Me-Pre                      | 80  | Óscar Canales      | 1-4    |
| Me-Pre                      | 80  | Antonio Albacete   | 5      |
| Eficar Team                 | 30  | Marcos de Diego    | Todas  |
| Eficar Team                 | 33  | Félix Aparicio     | 1-3    |
| Eficar Team                 | 41  | Iván Riera         | 2-5    |
| Escuela Vasca de Conducción | 47  | Oscar Gómez        | 5      |
| Casal Competición           | 47  | Daniel Ron         | 3      |
| Casal Competición           | 70  | Santi Castilla     | Todas  |
| Pilotos invitados           |     |                    |        |
| RX ProRacing - TGR España   | 86  | Alejandro Cachón   | 1      |
| RX ProRacing - TGR España   | 86  | Sergi Francolí     | 2      |
| RX ProRacing - TGR España   | 86  | Mario Herraiz      | 3      |
| RX ProRacing - TGR España   | 86  | Jesús Moreno       | 3      |
| RX ProRacing - TGR España   | 86  | Daniel Cuadrado    | 4      |
| RX ProRacing - TGR España   | 86  | Ignacio Crocicchia | 4      |
| RX ProRacing - TGR España   | 86  | Albert Fàbrega     | 5      |

## Calendario
| Ronda | Ronda | Circuito               | Fecha            | Acompaña a                 |
| ----- | ----- | ---------------------- | ---------------- | -------------------------- |
| 1     | C1    | Circuito del Jarama    | 11 de mayo       | F4 Spain + CER + Copa Saxo |
| 1     | C2    | Circuito del Jarama    | 12 de mayo       | F4 Spain + CER + Copa Saxo |
| 2     | C1    | Motorland Aragón       | 27 de julio      | Racing Weekend             |
| 2     | C2    | Motorland Aragón       | 28 de julio      | Racing Weekend             |
| 3     | C1    | Circuito Ricardo Tormo | 14 de septiembre | Racing Weekend             |
| 3     | C2    | Circuito Ricardo Tormo | 15 de septiembre | Racing Weekend             |
| 4     | C1    | Circuito de Jerez      | 5 de octubre     | Racing Weekend             |
| 4     | C2    | Circuito de Jerez      | 6 de octubre     | Racing Weekend             |
| 5     | C1    | Circuit de Cataluña    | 9 de noviembre   | Racing Weekend             |
| 5     | C2    | Circuit de Cataluña    | 10 de noviembre  | Racing Weekend             |

## Resultados
- Sistema de puntuación:

| Posición | 1º | 2º | 3º | 4º | 5º | 6º | 7º | 8º | 9º | 10º | 11º | 12º | 13º | 14º | 15º | VR |
| -------- | -- | -- | -- | -- | -- | -- | -- | -- | -- | --- | --- | --- | --- | --- | --- | -- |
| Puntos   | 24 | 22 | 20 | 18 | 16 | 14 | 12 | 10 | 8  | 6   | 5   | 4   | 3   | 2   | 1   | 1  |

Sistema de retención: Se descuentan los dos peores resultados de la temporada. Aunque en el reglamento se especifica que no se retiene el no haber tomado la salida en una prueba (se entiende DNS), en la última ronda deciden aplicarlo al no haber participando en una ronda, perjudicando a aquellos pilotos que no han participado en todas las rondas.

### Campeonato de pilotos
| 1                                                       | Adrián Ferrer      | 1   | 2   | 12  | Ret | 2   | 1   | 2   | 3   | 3   | 9   | (177 - 5)  | 172 |
| 2                                                       | Marcos de Diego    | 3   | 4   | 1   | 5   | Ret | 8   | 6   | 4   | 1   | 1   | (174 - 10) | 164 |
| 3                                                       | Tony Albacete      | 4   | 5   | 2   | 9   | DSQ | 5   | 4   | 2   | 2   | 2   | (168 - 24) | 144 |
| 4                                                       | Iván Riera         |     |     | Ret | 2   | 1   | 2   | 1   | 1   | 6   | 7   | (146 - 14) | 132 |
| 5                                                       | Santi Castilla     | 5   | 11  | 7   | 6   | 4   | 6   | 7   | 5   | 7   | 4   | (140 - 18) | 122 |
| 6                                                       | Nacho Rodríguez    | 10  | 6   | 6   | 3   | 6   | 4   | 3   | 9   | NC  | Ret |            | 118 |
| 7                                                       | Luis Carlos Pérez  | 12  | 9   | 3   | 4   | 10  | 7   | 5   | 6   | 10  | 5   | (127 - 13) | 114 |
| 8                                                       | José A. Chico      | 6   | 7   | 5   | 7   | 9   | 10  | Ret | 7   | 11  | Ret |            | 92  |
| 9                                                       | Félix Aparicio     | NC  | 3   | 9   | 1   | 3   | 3   |     |     |     |     | (96 - 10)  | 86  |
| 10                                                      | Miguel Villacieros |     |     | 4   | 10  | 5   | 9   |     |     |     |     | (48 - 14)  | 34  |
| 11                                                      | Óscar Canales      | 11  | Ret | 11  | 12  | Ret | 12  | Ret | DNS |     |     |            | 21  |
| Pilotos no aptos para puntuar por solo correr una ronda |                    |     |     |     |     |     |     |     |     |     |     |            |     |
|                                                         | Daniel Losada      |     |     |     |     |     |     |     |     | 4   | 3   | (38)       |     |
|                                                         | Adrián Alcántara   | 8   | 8   |     |     |     |     |     |     |     |     | (24)       |     |
|                                                         | Oscar Gómez        |     |     |     |     |     |     |     |     | 5   | 8   | (24)       |     |
|                                                         | Marta Suria        | 7   | 10  |     |     |     |     |     |     |     |     | (22)       |     |
|                                                         | Mariano Alonso     |     |     |     |     |     |     | 9   | 8   |     |     | (20)       |     |
|                                                         | Agustín Arce       |     |     | 10  | 8   |     |     |     |     |     |     | (18)       |     |
|                                                         | Daniel Ron         |     |     |     |     | 8   | 11  |     |     |     |     | (17)       |     |
|                                                         | Antonio Albacete   |     |     |     |     |     |     |     |     | 8   | Ret | (10)       |     |
|                                                         | Vicente Vallés     | 9   | DSQ |     |     |     |     |     |     |     |     | (10)       |     |
| Pilotos invitados no aptos para puntuar ni bloquear     |                    |     |     |     |     |     |     |     |     |     |     |            |     |
|                                                         | Alejandro Cachón   | 2   | 1   |     |     |     |     |     |     |     |     |            |     |
|                                                         | Albert Fàbrega     |     |     |     |     |     |     |     |     | 9   | 6   |            |     |
|                                                         | Jesús Moreno       |     |     |     |     | 7   |     |     |     |     |     |            |     |
|                                                         | Sergi Francolí     |     |     | 8   | 11  |     |     |     |     |     |     |            |     |
|                                                         | Daniel Cuadrado    |     |     |     |     |     |     | 8   |     |     |     |            |     |
|                                                         | Ignacio Crocicchia |     |     |     |     |     |     |     | 10  |     |     |            |     |
|                                                         | Mario Herráiz      |     |     |     |     |     | 13  |     |     |     |     |            |     |
| Pos                                                     | Piloto             | JAR | JAR | MOT | MOT | CRT | CRT | JER | JER | CAT | CAT | Retención  | Pts |